# Замок Уилтон
Замок Уилтон (англ. Wilton Castle) — руины средневекового нормандского замка рядом на реке Уай с городом Росс-он-Уай, графство Херефордшир, Англия. Назван в честь манора.
Лоншаны из Уилтона в своё время были бейлифами Нормандии, канцлерами Англии, шерифами Херефорда и Валлийской марки и врагами короля Иоанна. Им на смену пришли де Кантело (см. Джордж де Контело) и де Греи (см. Аншетиль де Грей). В 1292 году Матильда де Грей (урожд. де Контело), жена Реджинальда Грея, 1-го барона Грей из Уилтона, при дворе солгала королю Англии Эдуарду I, что замок был построен её предками Лоншанами во времена Эдуарда Исповедника (1042—1066). В действительности, замок не мог быть построен до 1154 года, и, конечно же, бароны никогда не обладали правами лорда Марки, на которые претендовала леди Матильда.
Замок в первую очередь связан с ветвью нормандской семьи Грей, баронами Грей из Уилтона, которые владели замком с 1308 года или даже раньше. В 1557 году Уильям Грей, 13-й барон Грей из Уилтона был захвачен французами в Гине и был вынужден продать замок, чтобы собрать средства для выкупа.
Замок был окончательно разрушен во время гражданской войны в Англии, когда происходили военные действия в замках Гудрич, Руардин и Раглан.